# 장안중학교 (서울)
장안중학교(長安中學校)는 대한민국 서울특별시 중랑구 중화동에 있는 공립 중학교이다.

## 학교 연혁
- 1969년 11월 11일 : 신설인가 45학급 (중랑구 면목동 1031번지)
- 1970년 3월 3일 : 개교 및 제1회 신입생 입학
- 1971년 12월 30일 : 신교사 신축공사 준공 (동대문구 중화동 173번지)
- 1973년 2월 24일 : 제1회 졸업식 거행
- 1985년 2월 22일 : 신교사로 이전 (중랑구 중화동 288-4)
- 2020년 9월 1일 : 꿈담교실 개관(쉼누리, 라온누리, 나눔누리, 채움누리, St.누리)
- 2023년 1월 6일 : 제51회 졸업식(149명) 누적인원 29,689명
- 2023년 3월 1일 : 제18대 장광현 교장 취임
- 2023년 3월 2일 : 제54회 입학식 (148명)
- 2024년 3월 4일: 제 55일 입학식 (144명)
- 2025년3월4일:제 56회입학식(162명)

## 참고 자료
- 장안중학교 - 한국교육학술정보원 학교알리미